# 上座理保
上座 理保（うえざ りほ、4月10日 - ）は、日本の漫画家。福岡県出身。

## 来歴
1979年、「華蘭の青い鳥」（『ぶ～け』4月号）でデビュー。その他の作品に「RUNNING」「ラディカルパーティ」「マインカンプ」などがある。ペンネームはジャズ・フュージョンの有名グループ「ウエザー・リポート」を捩ったもの。

## 単行本リスト
- ラディカルパーティ（集英社、ぶ～けコミックス、1982年）
- RUNNING（集英社、ぶ～けコミックス、1983年、全2巻）
- RUNNING 第二部（集英社、ぶ～けコミックス、1984年、全2巻）
- おたのしみ目録（集英社、ぶ～けコミックス、1986年、全2巻）
- 聞かせてよベッドタイムストーリー（集英社、ぶ～けコミックス、1986年）
- マインカンプ（集英社、ぶ～けコミックス、1987 - 1988年、全4巻）
- 僕らの家（集英社、ぶ～けコミックス、1990年）
- マンションを買いましょう（集英社、YOUNG YOUコミックス、1992年）
- 彼の嫌いな3つの理由（集英社、YOUNG YOUコミックス、1993年）
- 男と女のSE･TSU･NA（集英社、YOUNG YOUコミックス、1994年）
- 結婚の条件（集英社、YOUNG YOUコミックス、1996年）